# Инеш (приток Кубни)
Инеш (чув. Иша, тат. Инеш) — река в России, протекает в Янтиковском районе Чувашии и в Кайбицком районе Татарстана. Левый приток реки Кубни.
Название Инеш имеет татарское происхождение и означает «маленькая, мелкая, узкая речка».

## География
Река Инеш берёт начало в дубовых лесах к северо-востоку от деревни Яманово. Течёт на восток мимо деревни Новое Ишино и села Хозесаново. Устье реки находится в 84 км по левому берегу реки Кубня. Длина реки составляет 14 км (по другим данным — 15,4 км, из них на территории Чувашии 5,8 км), площадь водосборного бассейна — 53,4 км², уклон — 3,5 ‰. Питание смешанное, весеннее половодье. Имеет 5 притоков.

## Данные водного реестра
По данным государственного водного реестра России относится к Верхневолжскому бассейновому округу, водохозяйственный участок реки — Свияга от села Альшеево и до устья, речной подбассейн реки — Волга от впадения Оки до Куйбышевского водохранилища (без бассейна Суры). Речной бассейн реки — (Верхняя) Волга до Куйбышевского водохранилища (без бассейна Оки).